# Valltjärnen (Los socken, Hälsingland)
Valltjärnen är en sjö i Ljusdals kommun i Hälsingland och ingår i Dalälvens huvudavrinningsområde.